# ルーフィナ
ルーフィナ（伊: Rufina）は、イタリア共和国トスカーナ州フィレンツェ県にある、人口約7,100人の基礎自治体（コムーネ）。

## 地理

### 位置・広がり

#### 隣接コムーネ
隣接するコムーネは以下の通り。括弧内のARはアレッツォ県所属を示す。
- ディコマーノ
- ロンダ
- モンテミニャーイオ (AR)
- ペーラゴ
- ポンタッシエーヴェ
- プラトヴェッキオ・スティーア (AR)

### 気候分類・地震分類
ルーフィナにおけるイタリアの気候分類 (it) および度日は、zona D, 1939 GGである。
また、イタリアの地震リスク階級 (it) では、zona 2 (sismicità media) に分類される。

## 行政

### 分離集落
ルーフィナには以下の分離集落（フラツィオーネ）がある。
- Casi, Casini, Castiglioni, Contea, Falgano, Masseto, Pomino, Rimaggio, Scopeti, Turicchi, Pinzano

## 姉妹都市
- Sainte-Ruffine、フランス
- クルガン、ロシア
- デッテルバッハ（ドイツ語版）、ドイツ